# 대전교구천주교회유지재단
대전교구천주교회유지재단은 천주교 대전교구에 속하는 제 교회와 교구에서 설립 경영하는 포교, 교육, 구료, 탁아소, 사설묘지설치(천주교인 묘지) 및 운영, 사회복지사업 및 기타 자산사업을 위하여 1965년 1월 22일 설립된 문화체육관광부 소관의 재단법인이다. 사무실은 대전광역시 동구 용전동 15-1에 있다.

## 주요 사업
- 포교사업
- 교육사업
- 구료, 탁아소, 사설묘지 설치 및 운영 사업
- 사회복지 및 기타 자선사업
- 기타 사회복지사업과 자선사업을 위한 토지 건물 및 설비품의 소유 관리에 필요한 자산을 공급